# برنارد بلير
برنارد بلير (بالفرنسية: Bernard Blier )‏
```
(و. 
1916 – 1989 
م
) هو 
ممثل مسرحي
، وممثل أفلام فرنسي، ولد في 
بوينس آيرس
[
6
]
، توفي في 
سان كلو
، عن عمر يناهز 73 عاماً، بسبب 
سرطان البروستاتا
.
```

## التعليم
تعلم في مدرسة كوندرست، والمعهد الوطني العالي للفنون الدرامية ‏.

## وصلات خارجية
- برنارد بلير على موقع IMDb (الإنجليزية)
- برنارد بلير على موقع روتن توميتوز (الإنجليزية)
- برنارد بلير على موقع مونزينجر (الألمانية)
- برنارد بلير على موقع ألو سيني (الفرنسية)
- برنارد بلير على موقع تيرنر كلاسيك موفيز (الإنجليزية)
- برنارد بلير على موقع أول موفي (الإنجليزية)
- برنارد بلير على موقع قاعدة بيانات الأفلام السويدية (السويدية)
- برنارد بلير على موقع إن إن دي بي (الإنجليزية)
- برنارد بلير على موقع ديسكوغز (الإنجليزية)
- برنارد بلير على موقع قاعدة بيانات الفيلم (الإنجليزية)